# Павел Диакон
Па́вел Диа́кон (лат. Paulus Diaconus; около 720[…], Чивидале-дель-Фриули, Фриули-Венеция-Джулия — около 799[…], Аббатство Монтекассино, Кассино) — лангобардский церковный писатель, историк, агиограф, поэт и лингвист эпохи Каролингов, монах-бенедиктинец. Распространившаяся в среде средневековых книжников традиция называть его по отношению к отцу Варнефридом Младшим в настоящее время признаётся рядом исследователей ошибочной.

## Биография
Происходил из герцогства Фриули, из семьи знатных лангобардов Варнефрида Старшего и Теуделинды. Его прапрадед Леупихиз прибыл в Италию в 568—569 годах вместе с вождём Альбоином. Имел, как минимум, одного брата Арехиза и одну сестру, имя которой не сохранилось.
Был близок лангобардскому королю Ратхису, при дворе которого в Павии под руководством «грамматика» Флавиана получил прекрасное образование, в частности, помимо латыни, изучал греческий и древнееврейский. Первоначально готовился, по-видимому, стать юристом, для чего изучал «Кодекс Юстиниана» и законы лангобардских королей. По неизвестным причинам предпочёл, в конечном итоге, церковное служение и был рукоположен во диакона, хотя фундаментального богословского образования, судя по всему, так и не получил.
С 763 года, после начала политического кризиса в королевстве лангобардов, он проживал при дворе герцога Беневенто Арехиза II. В дальнейшем был придворным писателем и, возможно, секретарём (лат. cancellarius), короля Дезидерия (756—774), а также учителем дочери последнего и, одновременно, супруги Арехиза II Адельперги, которой он посвятил свою первую поэму.
После подавления в 776 году фриульского восстания лангобардов, когда за участие в нём Карл Великий увёз в Галлию в качестве заложника его брата Арехиза, Павел удалился в Монтекассинский монастырь. В 782 году, во время пребывания Карла в Италии, Павел обратился к нему с просьбой в форме элегии об освобождении брата, и спустя некоторое время его просьба была удовлетворена. Карл заинтересовался Павлом, уже тогда завоевавшим репутацию учёнейшего человека, писателя и поэта, и пригласил его вместе с Петром Грамматиком и Алкуином в Галлию, где он вскоре стал одним из наиболее авторитетных членов дворцовой Палатинской академии, сблизившись с одним из её членов аббатом Адальгардом Корбийским.
Существует, впрочем, предположение, что Павел подвизался в Монтекассино ещё в юности, в 744 или 763 году, да и в землях франков осел намного раньше, после падения в 774 году лангобардского королевства. Гипотеза о том, что он проживал также некоторое время в аббатстве Св. Петра на горе близ Чивате, основанная на описании в одном из его стихотворений окрестностей озера Комо, не получила достаточных доказательств.
Около 784 года франкский король доверил ему обучать греческому языку свою девятилетнюю дочь Ротруду, обручённую в 781 году с наследником византийского престола Константином. Возможно, в декабре 786 года Павел сопровождал Карла в его путешествии в Рим, где в январе-феврале следующего года написал житие папы Григория Великого, после чего в марте следующего года отправился с императором в Монтекассино, где и остался, занявшись там трудом по истории лангобардского королевства. Согласно другим данным, ещё весной 786 года он направлен был Карлом к папе Адриану I с посланием, содержавшим просьбу прислать подлинную рукопись «Сакраментария» папы Григория, и тогда же остался в Италии.
Между сентябрём 787-го и маем 788 года Павел составил в Монтекассино эпитафию своему бывшему покровителю герцогу Арихизу. Скончался он не позже 799 года, по-видимому, в Монтекассино, где, вероятно, и был похоронен.

## Сочинения
«История лангобардов» (лат. Historia Langobardorum) в шести книгах, начатая не позже 787-го и завершённая до 796 года, стала главным историческим трудом Павла, возможно, написанным по инициативе герцога Беневенто Арихиза. В ней он выводит историю своего народа из Скандинавии, а заканчивает смертью в 744 году короля Лиутпранда. Ранее считалось, что Павел банально не успел закончить свой труд, однако советский медиевист-источниковед О. А. Добиаш-Рождественская, тщательно изучив рукописи этого сочинения, пришла к выводу, что автор прервал изложение исторических событий намеренно, поскольку, с одной стороны, не желал описывать эпоху утраты лангобардами своей независимости, а с другой, опасался гнева их завоевателя — всемогущего императора Карла, покровительством которого пользовался сам.
В противоположность современным ему хронистам, Павел поставил в центр своей истории не восхваление королевской власти и апологию церкви, а восхваление подвигами предков своего народа и изложение героических сказаний и генеалогических легенд. Основными источниками ему послужили устные народные предания, анонимное «Происхождение народа лангобардов» (лат. Origo gentis Langobardorum), несохранившиеся Сполетские и Беневентские анналы, а также труды Кассиодора, Иордана, Григория Великого, Исидора Севильского, Секунда из Тренто (ум. 612), «История франков» Григория Турского и «Церковная история англов» Беды Достопочтенного.
Наряду с реальными фактами истории не только лангобардов, но франков и византийцев, сочинение Павла Диакона содержит немало описаний святых чудес, а также откровенного вымысла, вроде рассказа о некоем персидском царе, последовавшем за своей перешедшей в христианство женой в сопровождении 60-тысячного войска в Константинополь и принявшем там крещение, о победе франков в Аквитании над сарацинами, которых они якобы перебили 375 тыс., потеряв сами тысячи полторы, или о проживавших в его времена на окраинах германских земель амазонках. Павлу, по сути, уже чужды знакомые античным авторам приёмы исторической критики, хотя он называет «смешной сказкой» народную легенду о происхождении лангобардов.
«История лангобардов» получила большое распространение в средневековой Европе, в основном, благодаря хорошему литературному стилю её автора, при том что с точки зрения современной историографии она не только лишена внутреннего единства и местами мозаична по своей структуре, но и содержит много фактологических и хронологических ошибок. «Предельная ясность изложения, нескрываемая любовь к истине, — писал немецкий историк-источниковед Вильгельм Ваттенбах, — позволявшая ему сообщать обо всем без особых прикрас, и теплота чувств по отношению к своему народу, даже не принимая во внимание славословия и восхваления, особенно наглядно проявляются в передаче им старинных преданий. И если мы сегодня взглянем объективно на практическую ценность его истории, можно смело признать ее совершенно неоценимой: ему мы обязаны сохранением той богатой сокровищницы легенд и фактов истории лангобардов, что не были выдуманы позднейшими книжниками, которую почерпнул он из утраченных источников, а также записью устной традиции. Все это кануло бы в Лету после падения империи, если бы не было с неподдельной любовью увековечено рукою старого монаха».
Сохранилось не менее 114 списков «Истории лангобардов», широко известной в Средние века. Её использовали не только хронисты и историки, но и писатели, например, Джованни Бокаччо при работе над «Декамероном». Впервые она напечатана была в Париже в 1514 году. Научное издание «Истории лангобардов» выпущено было в 1878 году в Ганновере под редакцией немецких историков Людвига Конрада Бетманна и Георга Вайца, включивших её в 48 том свода «Monumenta Germaniae Historica» (переиздана в 1964 г.).
Около 784 года, находясь при дворе Карла, Павел Диакон написал по заказу епископа Меца Ангильрамна «Деяния мецких епископов» (лат. Gesta episcoporum Mettensium), которые в литературном плане являются подражанием «Книге понтификов» (лат. Liber pontificalis), однако вписывают историю Мецской епархии в общеевропейский и всемирно-исторический контекст. Не располагая, по-видимому, достаточным количеством источников, Павел пользовался в основном местным списком епископов, дополнив его извлечениями из трудов Григория Турского и Фредегара, поэтому из 37 мецских прелатов 33 упоминаются лишь по имени, не указываются даже периоды, в течение которых они занимали кафедру.
В 760-х годах Павел сделал также извлечения из толкового словаря Марка Веррия Флакка «О значении слов» (лат. De verborum significatu), сокращённого во II в. н. э. Секстом Помпеем Фестом. Которые, учитывая плохую сохранность трудов Флакка, имеют большое значение для изучения творчества последнего. Не позже 787 года он написал также житие папы Григория Великого, которое считается вторым исторически известным жизнеописанием этого понтифика, после составленного около 700 года в англосаксонском аббатстве Уитби.
Не позже 774 года написал по просьбе дочери короля Дезидерия Адельперги компилятивную «Римскую историю» (лат. Historia Romana), представляющую из себя продолжение «Бревиария» Флавия Евтропия до времён Юстиниана, с использованием трудов Павла Орозия, Григория Турского и Беды. Римская история Павла Диакона сохранилась не менее чем в 115 рукописях IX—XV вв. и была продолжена до 1000 года лангобардским хронистом Ландульфом Сагаксом.
Ему приписывается также гимн Иоанну Крестителю «Ut queant laxis», начальные слоги которого в XI веке использовал в разучивании певчими незнакомых распевов (методика сольмизации) Гвидо Аретинский. Также он является автором примерно 30 стихотворений, значительную часть из которых составляют эпитафии и панегирики членам каролингского двора.

## Список основных трудов
- «Римская история» (лат. Historia Romana) — написана не позже 774 года;
- «История лангобардов» (лат. Historia Langobardorum) — написана не позже 796 года;
- «Деяния мецких епископов» (лат. Gesta episcoporum Mettensium) — написаны около 784 года;
- Комментарий к грамматике Доната (лат. Ars Donati), — составлен около 782 года по заказу Карла Великого;
- Учебник латинского языка — компиляция труда Помпея Феста «О значении слов» (лат. De verborum significatu, около 790);
- Гомилиарий (лат. Homiliarius de sanctis) — сборник из 244 проповедей отцов церкви, составленный по заданию императора Карла.
- «Житие блаженного папы Григория» (лат. Vita Beati Gregorii Papae) — написано не позже 787 года;
- «Житие и чудеса Св. епископа Арнульфа» (лат. S. Arnolfi episcopi vita et miracula) — жизнеописание Арнульфа Мецского (580—641);
- «Страсти Святого Киприана» (лат. Passio S. Cypriani);
- «Феофил» (лат. Theophilus) — книга о чудесах Феофила Аданского (ум. 538)[17].

## Русские переводы
- Павел Диакон. История лангобардов / Пер. с лат. Ю. Б. Циркина. — СПб.: ИД «Азбука-классика», 2008. — 320 с. — ISBN 978-5-91181-861-6.
- Павел Диакон. Деяния мецских епископов / Пер. с лат. А. И. Сидорова // Династия Каролингов. От королевства к империи. VIII—IX века. — СПб.: Евразия, 2018. — С. 42–67. — (CHRONICON). — ISBN 978-5-8071-0442-7.
- Павел Диакон. О значении слов. Эпитома сочинения Секста Помпея Феста / Пер. с лат. А. А. Павлова. — СПб.: Центр гуманитарных инициатив, 2018. — 496 с. — (MEDIAEVALIA. Series minor). — ISBN 978-5987128640.